# فرودگاه مونتاون
فرودگاه مونتاون (به انگلیسی: Moontown Airport) یک فرودگاه همگانی بهره‌برداری هوایی است که یک باند فرود چمن دارد و طول باند آن ۶۶۴ متر است. این فرودگاه در شهر هانتسویل، آلاباما کشور ایالات متحده آمریکا قرار دارد و در ارتفاع ۱۹۸ متری از سطح دریا واقع شده‌است.